# Paul Mandla Khumalo
Paul Mandla Khumalo CMM (* 5. Februar 1947 in Mariannhill, Südafrika) ist Alterzbischof von Pretoria und Altbischof des Südafrikanischen Militärordinariates.

## Leben
Paul Mandla Khumalo trat der Ordensgemeinschaft der Mariannhiller Missionare bei und empfing am 28. April 1973 die Priesterweihe. Johannes Paul II. ernannte ihn am 2. Oktober 2001 zum Bischof von Witbank.
Der Erzbischof von Durban, Wilfrid Fox Kardinal Napier OFM, weihte ihn am 27. Januar des nächsten Jahres zum Bischof; Mitkonsekratoren waren George Francis Daniel, Erzbischof von Pretoria und Bischof des Südafrikanischen Militärordinariates, und Dominic Joseph Chwane Khumalo OMI, Weihbischof in Durban.
Papst Benedikt XVI. ernannte ihn am 24. November 2008 zum Erzbischof von Pretoria und Bischof des Südafrikanischen Militärordinariates. Von seinen Ämtern trat er am 15. Dezember 2009 zurück.